# Mission (album)
Albums de Mari Hamada
Legenda
(15 février 2012)
Compilations par Mari Hamada
Golden Best
(24 juin 2015)
Mission est le 22e album original de Mari Hamada, sorti en 2016.

## Présentation
L'album sort le 13 janvier 2016 au Japon sur le label Tokuma Japan Communications, quatre ans après le précédent album original de la chanteuse, Legenda (entretemps sont sorties ses compilations Inclination III en 2013, Complete Single Collection en 2014, et Golden Best en 2015). Il atteint la 11e place du classement des ventes de l'Oricon. C'est alors son album le mieux vendu depuis Blanche sorti en 2000. Une édition limitée de l'album contient un deuxième CD en bonus ne contenant qu'une chanson, Obsidian.
L'album est écrit et produit par Mari Hamada elle-même, et contient onze chansons, majoritairement composées par elle. Aucune des chansons de l'album ne sort en single. Certaines parties sont enregistrées aux États-Unis avec des musiciens américains ayant déjà collaboré précédemment avec la chanteuse : Michael Landau, Leland Sklar, et Gregg Bissonette ; les autres sont enregistrées au Japon avec des musiciens japonais dont le guitariste de Loudness Akira Takasaki.

## Liste des titres
Toutes les paroles sont écrites par Mari Hamada.
| 1.  | Sparks                     | Mari Hamada, Nozomu Wakai | Nozomu Wakai     |  |
| 2.  | Dystopia                   | Masaru Kishii             | Masaru Kishii    |  |
| 3.  | Superior                   | Masaru Kishii             | Masaru Kishii    |  |
| 4.  | Rin                        | Mari Hamada, Nozomu Wakai | Nozomu Wakai     |  |
| 5.  | Monster Wave               | Mari Hamada               | Hiroyuki Ohtsuki |  |
| 6.  | Tears Of Asyura            | Mari Hamada               | Takanobu Masuda  |  |
| 7.  | Rainbow After A Storm      | Mari Hamada, Nozomu Wakai | Nozomu Wakai     |  |
| 8.  | In Your Hands              | Mari Hamada               | Hiroyuki Ohtsuki |  |
| 9.  | Carpe Diem                 | Masaru Kishii             | Masaru Kishii    |  |
| 10. | Beautiful Misunderstanding | Mari Hamada, Aqui Eguchi  | Aqui Eguchi      |  |
| 11. | Orion                      | Takanobu Masuda           | Takanobu Masuda  |  |

| 1. | Obsidian | Mari Hamada | Yuichi Matsuzaki |  |

## Musiciens
Guitare
- Akira Takasaki (高崎晃?, du groupe Loudness)
- Takashi Masuzaki (増崎孝司?, du groupe Dimension)
- Hiroyuki Ohtsuki (大槻啓之?)
- Nozomu Wakai (若井望?)
- Yoichi Ushiushi (藤井陽一?)
- Michael Landau
- Ralph Perucci

Basse
- Hiroyuki Ohtsuki (大槻啓之?)
- Koichi Terasawa (寺沢功一?, du groupe Blizard)
- Tomonori "You" Yamada (山田“YOU”友則?)
- Billy Sheehan
- Leland Sklar

Claviers
- Takanobu Masuda (増田隆宣?)
- Yuichi Matsuzaki (松崎雄一?)
- Nozomu Wakai (若井望?)
- Rei Atsumi (厚見玲衣?)

Batterie
- Satoshi "Joe" Miyawaki (宮脇“JOE”知史?, du groupe 44 Magnum)
- Gregg Bissonette